# Xã Larned, Quận Pawnee, Kansas
Xã Larned (tiếng Anh: Larned Township) là một xã thuộc quận Pawnee, tiểu bang Kansas, Hoa Kỳ. Năm 2010, dân số của xã này là 255 người.